# Rodelstraßen in Wien

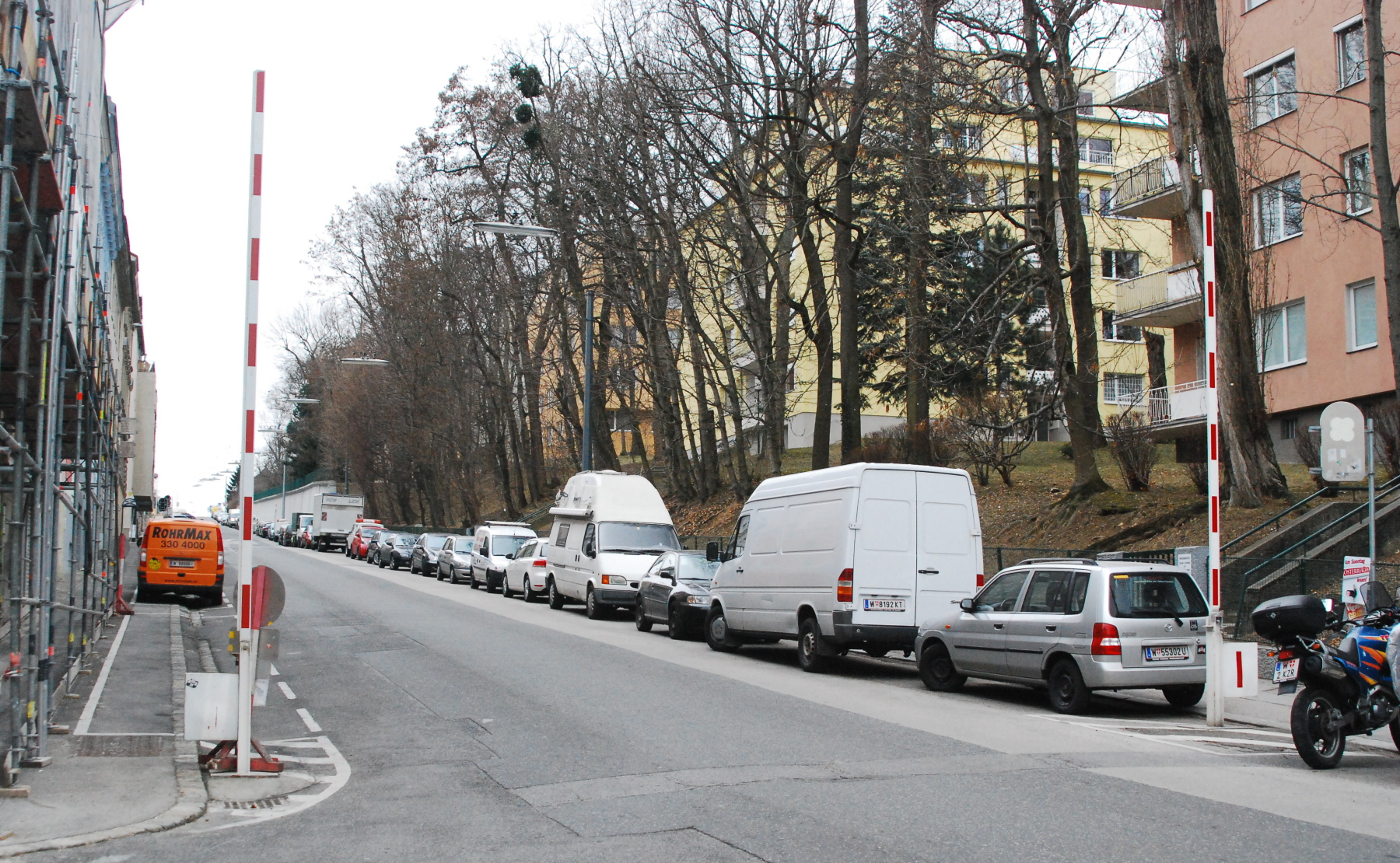
Schrankenanlage bei der Pohlgasse

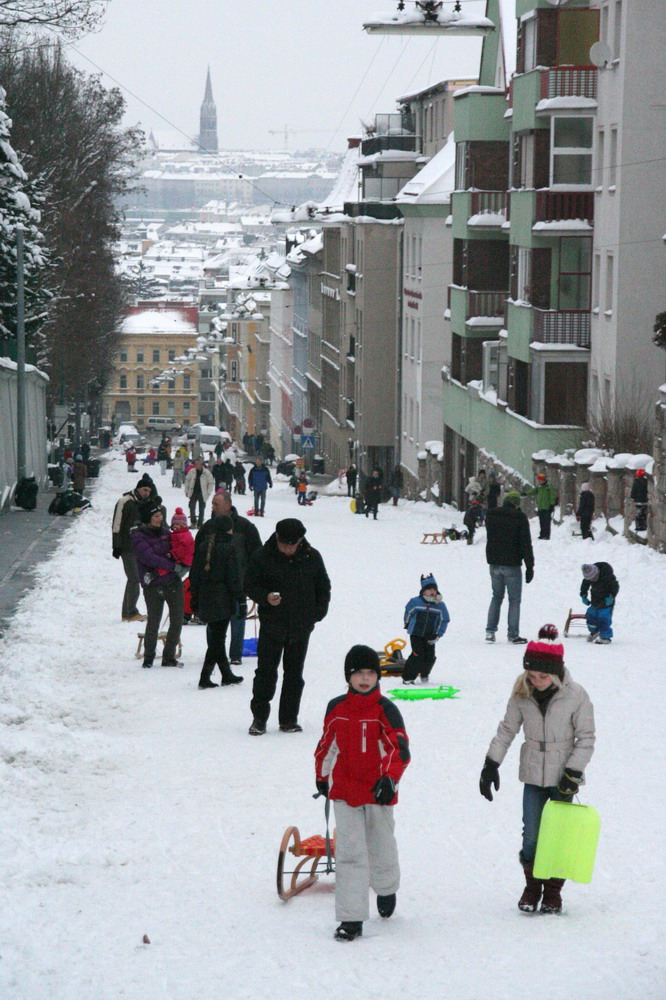
Rodelstraße Schwenkgasse

Rodelstraßen in Wien sind Straßenzüge in Wien, die bei ausreichender Schneelage für den Straßenverkehr gesperrt werden, um Kindern das Schlittenfahren zu ermöglichen.

## Geschichte
Im November 1950 erklärte die Bundespolizeidirektion Wien im Einvernehmen mit dem Magistrat der Stadt Wien versuchsweise einige Straßenzüge im Gemeindegebiet zu Rodelstraßen und gab diese für Rodelzwecke frei. Rechtsgrundlage bildeten die Paragraphen 4 und 77 der Straßenpolizei-Ordnung (StPolO.).
Die bestimmten Straßenzüge werden bei einer entsprechenden Schneelage von mindestens 10 Zentimeter Schnee mit Ausnahme der Zufahrt für den Durchzugsverkehr gesperrt. Die Nutzung der Fahrbahn als Rodelstrecke ist erst nach erfolgter Kennzeichnung der Sperre und Durchführung der notwendigen Sicherungsmaßnahmen zulässig.
Die Rodelstraßen der Stadt:
| Bezirk        | Straße            | von                 | bis                 | Zeitraum    |
| ------------- | ----------------- | ------------------- | ------------------- | ----------- |
| 7., Neubau    | St.-Ulrichs-Platz | Burggasse           | Zeismannsbrunngasse | 1.11.–31.3. |
| 12., Meidling | Schwenkgasse      | Spittelbreitengasse | Pohlgasse           | 1.12.–31.3. |

In einem im März 1959 von der Sportstelle der Stadt Wien veröffentlichten Verzeichnis werden 1.306 Sportübungsstätten genannt. Darunter befinden sich unter anderem 19 Rodelstraßen.
Um den Teilbereich der Schwenkgasse, der als Rodelstraße genutzt wurde, leichter und wirksamer absperren zu können, wurden bei der Spittelbreitengasse und der Pohlgasse Schranken installiert.
Ende 2011 sorgten Meldungen, dass die älteste bestehende Rodelstraße Wiens, jene in der Schwenkgasse, und die Rodelstraße am Ulrichsplatz in Neubau geschlossen werden sollen. Anlass für die drohende Schließung war ein Rechtsgutachten, laut dem nicht die Magistratsabteilung 48 – Fuhrpark und Stadtreinigung als Betreiber der Rodelstraßen, sondern der die Anweisung für die Straßensperre gebende Mitarbeiter persönlich im Falle eines Rodelunfalls haftbar sei.
Als Ersatz für die Rodelstraße Schwenkgasse wurde die Marillenalm vorgeschlagen, die jedoch eine Sicherheitsprüfung durch den TÜV nicht bestand.
In der 17. Sitzung des Wiener Gemeinderats am 16. Dezember 2011 wurde ein Antrag auf Erhalt der Schwenkgasse als Rodelstraße gestellt und auch angenommen.
Nach der Klärung der Haftungsfrage durch die Magistratsabteilung MA 65 – Rechtliche Verkehrsangelegenheiten und zugesagten zusätzlichen Sicherheitsmaßnahmen wurde der Fortbestand der beiden Wiener Rodelstraßen als gesichert erklärt.